# Александър Георгиев (революционер)
Вижте пояснителната страница за други личности с името Александър Георгиев.
Александър (Санде, Сандо) Георгиев, известен като Чолако и Чолака, е български революционер, кумановски войвода на Вътрешната македоно-одринска революционна организация.

## Биография
Санде Чолака е роден в 1878 година в град Щип, в Османската империя, днес в Северна Македония. Влиза във ВМОРО и става четник, а по-късно войвода в Кумановско. Негов четник в 1903 година е Васил Аджаларски. През април 1903 година води сражение на Черни връх край село Стубол, в което е тежко ранен.
Около Великден 1904 година Чолака отново навлиза с чета за Кумановско и Скопско. След престой и от около месец и след като загиват няколко от четниците му се връща в България. Заместен е като кумановски войвода от Константин Нунков.
| Чета на Александър Георгиев, 10 април 1904 година | Чета на Александър Георгиев, 10 април 1904 година | Чета на Александър Георгиев, 10 април 1904 година | Чета на Александър Георгиев, 10 април 1904 година | Чета на Александър Георгиев, 10 април 1904 година |
| Номер                                             | Име                                               | Селище                                            | Околия                                            | Забележка                                         |
| ------------------------------------------------- | ------------------------------------------------- | ------------------------------------------------- | ------------------------------------------------- | ------------------------------------------------- |
| 1.                                                | Александър Георгиев                               | Щип                                               | Щипска                                            |                                                   |
| 2.                                                | Георги Атанасов                                   | Скопие                                            | Скопска                                           |                                                   |
| 3.                                                | Лука Костов Патрев                                | Скопие                                            | Скопска                                           |                                                   |
| 4.                                                | Трайче Зафиров                                    | Скопие                                            | Скопска                                           |                                                   |
| 5.                                                | Георги Десподов                                   | Белимбегово                                       | Скопска                                           |                                                   |
| 6.                                                | Трайче Христов                                    | Кожле                                             | Скопска                                           |                                                   |
| 7.                                                | Никола Спасев                                     | Конопница                                         | Паланечка                                         |                                                   |
| 8.                                                | Тръпче Величков Фермелиян                         | Винце                                             | Кумановска                                        |                                                   |
| 9.                                                | Георги Димитров                                   | Куманово                                          | Кумановска                                        |                                                   |
| 10.                                               | Георги Иванов Аладжов                             | Ямбол                                             | Ямболска                                          |                                                   |
| 11.                                               | Петруш Георгиев                                   | Карнобат                                          | Карнобатска                                       | завърнали се всички                               |

| Чета на Александър Георгиев, 1 юли 1907 година | Чета на Александър Георгиев, 1 юли 1907 година | Чета на Александър Георгиев, 1 юли 1907 година | Чета на Александър Георгиев, 1 юли 1907 година | Чета на Александър Георгиев, 1 юли 1907 година |
| Номер                                          | Име                                            | Селище                                         | Околия                                         | Забележка                                      |
| ---------------------------------------------- | ---------------------------------------------- | ---------------------------------------------- | ---------------------------------------------- | ---------------------------------------------- |
| 1.                                             | Сандо Георгиев                                 | Щип                                            |                                                |                                                |
| 2.                                             | Тодор Василев                                  | Щип                                            |                                                |                                                |
| 3.                                             | Ив. Георгиев                                   |                                                |                                                |                                                |
| 4.                                             | Лазо Толев                                     | Щип                                            |                                                | [ 7 ]                                          |

По-късно се легализира и се прибира в Щип, но е арестуван, осъден на смърт и обесен.